# Пхичит (провинция)
Пхичит (тайск. พิจิตร) — одна из центральных провинций Королевства Таиланд, расположена в 350 км от Бангкока.
Граничит с провинциями: Пхитсанулок, Пхетчабун, Накхонсаван и Кампхэнгпхет.
Административным центром является город Пхичит.
Название города менялось несколько раз. Сначала он назывался Мыанг Сра Луанг (Королевский пруд), во времена Аюттхаи он назывался Окхабури (Город на болоте), а затем, Пхичит (Красивый город).
Герб провинции украшен прудом, а на переднем плане виднеется дерево баньян,
символизируя регион той поры, когда административный центр провинции носил название Мыанг Сра Луанг.

## Географическое положение
Провинция Пхичит находится между реками Нан и Йом, незадолго до того, как они впадают в реку Чаупхрая. Основную часть территории Пхичита занимают плодородные равнины, на которых произрастает рис, лотос, помело, бананы, тамаринд, а также другие сельскохозяйственные культуры.

## Административное деление

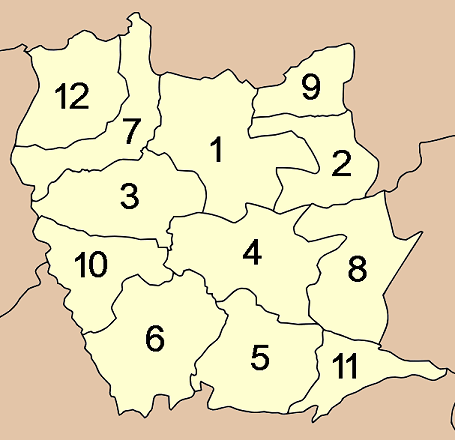
Административное деление провинции Пхичит

Территория провинции делится на 12 районов — ампхе:
1. Mueang Phichit (เมืองพิจิตร)
2. Wang Sai Phun (วังทรายพูน)
3. Pho Prathap Chang (โพธิ์ประทับช้าง)
4. Taphan Hin (ตะพานหิน)
5. Bang Mun Nak (บางมูลนาก)
6. Pho Thale (โพธิ์ทะเล)
7. Sam Ngam (สามง่าม)
8. Tap Khlo (ทับคล้อ)
9. Sak Lek (สากเหล็ก)
10. Bueng Na Rang (บึงนาราง)
11. Dong Charoen (ดงเจริญ)
12. Wachirabarami (วชิรบารมี)

## Достопримечательности

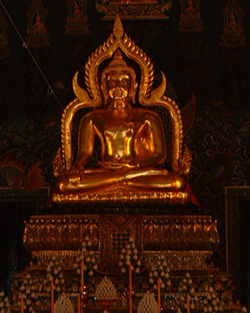
Статуя Будды, храм Ват Тха Луанг

Ват Тха Луанг (วัดท่าหลวง) — самый известный храм провинции Пхичит, находится на западном берегу реки Нан. Он был построен около 1845 года. Там находится огромная статуя Будды, выполненная из бронзы.
Ват Накхончум (วัดนครชุม) — старинный храм, построенный из кирпича и дерева. Здесь когда-то проходила церемония присяги королю.
Ват Пхопратхапчанг (วัดโพธิ์ประทับช้าง) — был воздвигнут в 1701 году, во времена Аюттхайского периода. Он окружен высокой стеной и зарослями деревьев.
Ват Бангкхлан (วัดบางคลาน), в котором находится экспозиция предметов старины, таких как статуэтки Будды, амулеты и изображения.
Развалины древнего города Уттхайан Мыанг Пхичит Као (อุทยานเมืองเก่าพิจิตร). Городу уже более девяти столетий. В его центре возвышается храм, около которого было найдено большое количество амулетов, изображений Будды.
Пресноводное озеро Бынг Сифай (บึงสีไฟ) — находится на юге провинции. Здесь разрешено рыболовство, и существует даже музей, где представлены образцы различных видов рыб, обитающих здесь, а также атрибуты рыболовного промысла: снасти, удочки, сети и т. д.

## Фестивали
Традиционными мероприятиями в провинции Пхичит, являются соревнования по академической гребле (งาน แข่ง เรือ ประเพณี). Обычно они проходят после основных буддийских обрядов, а также в сентябре каждого года на реке Нан.